# Bầu cử tổng thống Hàn Quốc
Kể từ khi thành lập Đệ Nhất Cộng hòa vào năm 1948, Hàn Quốc đã tổ chức 22 cuộc bầu cử tổng thống (bao gồm cả cuộc bầu cử tháng 3 năm 1960, với kết quả là đã bị vô hiệu hóa sau Cách mạng Tháng Tư).
Trước khi Luật Bầu cử Tổng thống năm 1987 được ban hành, các cuộc bầu cử tổng thống được tiến hành gián tiếp, có nghĩa là người dân sẽ không trực tiếp bầu ra Tổng thống mà sẽ bầu ra một nhóm đại diện, sau đó những người này sẽ thay mặt người dân chọn ra tổng thống. Kể từ năm 1987, tổng thống được bầu trực tiếp bởi công chúng theo hình thức đa số tương đối có sơ bộ, với nhiệm kỳ duy nhất kéo dài năm năm và không được tái cử.

## Quy trình (1987–nay)
Các quy định về bầu cử tổng thống được quy định trong Hiến pháp Hàn Quốc và Luật Bầu cử Công chức.

### Chiến dịch tranh cử
Theo quy định của Luật bầu cử, thời gian vận động tranh cử là chỉ 23 ngày. Theo cuốn sách Internet Election Campaigns in the United States, Japan, South Korea, and Taiwan, thời gian vận động tranh cử ở Hàn Quốc (23 ngày đối với bầu cử tổng thống và 14 ngày đối với bầu cử Quốc hội) được cố ý rút ngắn nhằm "ngăn chặn việc chi tiêu quá mức cho các chiến dịch kéo dài và hạn chế tác động tiêu cực từ những cuộc bầu cử quá nóng", tuy nhiên, mặt trái là "điều này gây bất lợi cho các ứng viên mới chưa được nhiều người biết đến".

### Bỏ phiếu phổ thông
Tổng thống do người dân trực tiếp bầu chọn. Cuộc bầu cử được tiến hành trong một vòng duy nhất theo hình thức người giành được nhiều phiếu nhất sẽ thắng (đa số tương đối).

## Tóm tắt các cuộc bầu cử trước đó
Ý thức hệ chính trị của đảng thắng cử:       Bảo thủ ·        Tự do ·        Độc lập
| | #  | Năm     | Người thắng cử                             | Xếp thứ nhì                                         | Xếp thứ ba                                | Ghi chú |
| -------------------------------------------------------------------------------------------------- | -- | ------- | ------------------------------------------ | --------------------------------------------------- | ----------------------------------------- | --- |
| Đệ Nhất Đại Hàn Dân Quốc                                                                           |    |         |                                            |                                                     |                                           | |
| Tổng thống và phó Tổng thống được bầu gián tiếp thông qua Quốc hội                                 |    |         |                                            |                                                     |                                           | |
| | 1  | 1948    | Lý Thừa Vãn NARRKI (91.8%)                 | Kim Gu Hàn Quốc Độc lập (6.7%)                      |                                           | Trong cuộc bầu cử phó tổng thống, Yi Si-yeong (NARRKI) đã thắng Kim Gu với tỷ lệ 57,4% so với 33,0%. |
| Tổng thống và phó tổng thống được bầu bằng hình thức bỏ phiếu phổ thông (do người dân đi bỏ phiếu) |    |         |                                            |                                                     |                                           | |
| | 2  | 1952    | Lý Thừa Vãn Tự do (74.6%)                  | Cho Bong-am Độc lập (11.4%)                         | Yi Si-yeong Dân tộc Dân chủ (10.9%)       | Cuộc bầu cử diễn ra trong thời gian Chiến tranh Triều Tiên. Trong cuộc bầu cử phó tổng thống, ứng viên độc lập Ham Tae-young đã thắng với 41,3%, vượt qua ứng viên Đảng Tự do Lee Beom-seok (25,5%) và ứng viên Đảng Dân tộc Dân chủ Chough Pyung-ok (8,1%).                                                               |
| | 3  | 1956    | Lý Thừa Vãn Tự do (70.0%)                  | Cho Bong-am Độc lập (30.0%)                         |                                           | Trong cuộc bầu cử phó tổng thống, ứng viên Đảng Dân chủ Chang Myon đã đánh bại Lee Ki-poong (Đảng Tự do) với tỷ lệ 46,4% so với 44,0%. |
| | –  | T3 1960 | Lý Thừa Vãn Tự do (100%)                   |                                                     |                                           | Lý Thừa Vãn tái đắc cử khi không có đối thủ do ứng viên của Đảng Dân chủ Chough Pyung-ok qua đời. Trong cuộc bầu cử phó tổng thống, Lee Ki-poong (Đảng Tự do) thắng với 79,2% so với Chang Myon (Đảng Dân chủ) được 17,5%. Kết quả của cả hai cuộc bầu cử này sau đó đã bị vô hiệu hóa vì gian lận sau Cách mạng Tháng Tư. |
| Đệ Nhị Đại Hàn Dân Quốc                                                                            |    |         |                                            |                                                     |                                           | |
| Tổng thống được bầu gián tiếp qua cả hai viện của Quốc hội; chức phó tổng thống bị bãi bỏ.         |    |         |                                            |                                                     |                                           | |
| | 4  | T8 1960 | Yun Bo-seon Dân chủ (82.2%)                | Kim Chang-sook Độc lập (11.5%)                      |                                           | Cuộc bầu cử tổng thống duy nhất dưới thời chính phủ Đệ Nhị. |
| Đệ Tam Đại Hàn Dân Quốc                                                                            |    |         |                                            |                                                     |                                           | |
| Tổng thống được bầu bằng hình thức bỏ phiếu phổ thông (do người dân đi bỏ phiếu)                   |    |         |                                            |                                                     |                                           | |
| | 5  | 1963    | Park Chung-hee Dân chủ cộng hòa (46.6%)    | Yun Bo-seon Dân quyền (45.1%)                       |                                           | Cuộc bầu cử đầu tiên diễn ra sau cuộc đảo chính 16 tháng 5. |
| | 6  | 1967    | Park Chung-hee Dân chủ cộng hòa (51.4%)    | Yun Bo-seon Dân chủ Mới (40.9%)                     |                                           | |
| | 7  | 1971    | Park Chung-hee Dân chủ cộng hòa (53.2%)    | Kim Dae-jung Dân chủ Mới (45.3%)                    |                                           | |
| Đệ Tứ Đại Hàn Dân Quốc                                                                             |    |         |                                            |                                                     |                                           | |
| Tổng thống được bầu bởi Hội nghị Quốc gia Thống nhất                                               |    |         |                                            |                                                     |                                           | |
| | 8  | 1972    | Park Chung-hee Dân chủ cộng hòa (100%)     |                                                     |                                           | Cuộc bầu cử đầu tiên sau sự kiện October Yushin. Park Chung-hee tái cử mà không có đối thủ. |
| | 9  | 1978    | Park Chung-hee Dân chủ cộng hòa (100%)     |                                                     |                                           | Park Chung-hee tái cử mà không có đối thủ. |
| | 10 | 1979    | Choi Kyu-hah Độc lập (100%)                |                                                     |                                           | Cuộc bầu cử đầu tiên sau vụ ám sát Park Chung-hee. Choi Kyu-hah, khi ấy là Quyền Tổng thống, được bầu làm tổng thống mà không có đối thủ. |
| | 11 | 1980    | Chun Doo-hwan Độc lập (100%)               |                                                     |                                           | Cuộc bầu cử đầu tiên sau cuộc đảo chính ngày 12 tháng 12. Chun Doo-hwan được bầu làm tổng thống mà không có đối thủ. |
| Đệ Ngũ Đại Hàn Dân Quốc                                                                            |    |         |                                            |                                                     |                                           | |
| Tổng thống được bầu gián tiếp                                                                      |    |         |                                            |                                                     |                                           | |
| | 12 | 1981    | Chun Doo-hwan Công lý Dân chủ (90.2%)      | Yu Chi-song Dân chủ Hàn Quốc (7.7%)                 |                                           | Cuộc bầu cử tổng thống duy nhất dưới thời chính phủ Đệ Ngũ. |
| Đệ Lục Đại Hàn Dân Quốc                                                                            |    |         |                                            |                                                     |                                           | |
| Tổng thống được bầu bằng hình thức bỏ phiếu phổ thông (do người dân đi bỏ phiếu)                   |    |         |                                            |                                                     |                                           | |
| | 13 | 1987    | Roh Tae-woo Công lý Dân chủ (36.6%)        | Kim Young-sam Dân chủ Thống nhất (28.0%)            | Kim Dae-jung Dân chủ Hòa Bình (27.0%)     | Cuộc bầu cử tổng thống trực tiếp tự do và công bằng đầu tiên trong lịch sử Hàn Quốc. Đồng thời cũng là cuộc bầu cử đầu tiên có sự tham gia của một nữ ứng cử viên. |
| | 14 | 1992    | Kim Young-sam Dân chủ Tự do (42.0%)        | Kim Dae-jung Dân chủ (33.8%)                        | Chung Ju-yung Quốc gia Thống nhất (16.3%) | |
| | 15 | 1997    | Kim Dae-jung National Congress (40.3%)     | Lee Hoi-chang Quốc Đại (38.7%)                      | Lee In-je National New (19.2%)            | |
| | 16 | 2002    | Roh Moo-hyun Millennium Democratic (48.9%) | Lee Hoi-chang Quốc Đại (46.6%)                      |                                           | |
| | 17 | 2007    | Lee Myung-bak Quốc Đại (48.7%)             | Chung Dong-young Đại Dân chủ Thống nhất Mới (26.1%) | Lee Hoi-chang Independent (15.1%)         | |
| | 18 | 2012    | Park Geun-hye Saenuri (51.6%)              | Moon Jae-in Dân chủ Thống nhất (48.0%)              |                                           | Nữ tổng thống đầu tiên được bầu trong lịch sử Hàn Quốc. Cuộc bầu cử đầu tiên kể từ khi dân chủ hóa mà một ứng viên giành được đa số tuyệt đối phiếu bầu. |
| | 19 | 2017    | Moon Jae-in Dân chủ (41.1%)                | Hong Jun-pyo Hàn Quốc tự do (24.0%)                 | Ahn Cheol-soo Nhân dân (21.4%)            | Diễn ra sau khi luận tội và miễn nhiệm Park Geun-hye. |
| | 20 | 2022    | Yoon Suk-yeol Quyền lực Nhân dân (48.6%)   | Lee Jae-myung Dân chủ (47.8%)                       |                                           | |
| | 21 | 2025    | Lee Jae-myung Dân chủ (49.42%)             | Kim Moon-soo Quyền lực Nhân dân (41.15%)            | Lee Jun-seok Cải cách (8.34%)             | Diễn ra sau khi luận tội và miễn nhiệm Yoon Suk-yeol. |